# シェルビー郡 (アラバマ州)
シェルビー郡（英: Shelby County）は、アメリカ合衆国アラバマ州の中央部に位置する郡である。人口は22万3024人（2020年）。郡庁所在地はコロンビアナであり、同郡で人口最大の都市はアラバスターである。郡名はケンタッキー州知事を務めたアイザック・シェルビーに因んで名付けられた。
シェルビー郡はバーミングハム・フーバー・カルマン広域都市圏に属している。シェルビー郡は国内でも収入の高い郡100傑に入っている。シェルビー郡の成長とバーミングハム市およびジェファーソン郡の衰退が同時に進行している。郡内では「シェルビー・カウンティ・レポーター」紙が発行されている。

## 歴史
シェルビー郡は1818年2月7日に設立され、郡名はアメリカ独立戦争の英雄であり、ケンタッキー州知事を務めたアイザック・シェルビー（1750年-1826年）に因んで名付けられた。
シェルビー郡は農業の長い歴史があり、1990年頃からは大豆の主要生産地となり、それまでの重要作物だった綿花を超えてきた。
郡内には初期の内陸水路であるクーサ川があり、また州内最初期の東西方向鉄道があって、東のジョージア州アトランタと西部の各地域を繋いでいた。さらに南北方向でもルイビル・アンド・ナッシュビル鉄道があり、ケンタッキー州ルイビルとテネシー州ナッシュビル、アラバマ州のディケーター、バーミングハム、モンゴメリー各市を繋いでいた。
自動車やトラックの出現により、郡内を南北にアメリカ国道31号線が通り、ルイビル・アンド・ナッシュビル鉄道と同じ経路を辿った。郡東部には後に国道231号線と同280号線が通った。
その後、州間高速道路65号線も郡内を通った。シェルビー郡の成長は近代的輸送体系にアクセスしやすかったことが重要な要素になっている。州間高速道路65号線とアメリカ国道31号線は、北にある人口の多いジェファーソン郡とを直接繋ぐ強力な動脈になってきた。

## 地理
シェルビー郡の一部にはオーク山やダブルオーク山などアパラチア山脈の南端が掛かっている。しかし、郡域の大半は平坦であり、農業や牧畜業に好適となっている。2つの川沿いと1つの大きな人工湖沿いに低地がある。
郡域の大半はカハバ川とクーサ川に排水している。カハバ川は郡の北縁を流れてから南西に向かっている。クーサ川の流域には郡東端が含まれる。どちらも州内では重要な河川である。郡の南ではカハバ川とクーサ川がアラバマ川に合流し、メキシコ湾まで流れている。クーサ川はウィトゥンプカでタラプーサ川と合流し、アラバマ川となる。カハバ川はさらに西にある支流である。
アメリカ合衆国国勢調査局に拠れば、郡域全面積は809.53平方マイル (2,096.7 km2)であり、このうち陸地794.7平方マイル (2,058 km2)、水域は14.83平方マイル (38.4 km2)で水域率は1.83%である。

### 交通

#### 主要高規格道路
- 州間高速道路65号線
- アメリカ国道31号線
- アメリカ国道231号線
- アメリカ国道280号線
- アラバマ州道25号線
- アラバマ州道70号線
- アラバマ州道76号線
- アラバマ州道119号線
- アラバマ州道145号線
- アラバマ州道155号線
- アラバマ州道261号線

#### 鉄道
- CSXトランスポーテーション
- ノーフォーク・サザン鉄道
- カレラ&シェルビー鉄道

#### 空港
- シェルビー郡空港 -- 一般用途空港
- バーミングハム＝シャトルズワース国際空港 - 隣接するジェファーソン郡にある商業旅客・貨物便空港

### 隣接する郡
- セントクレア郡 - 北東
- タラデガ郡 - 東
- クーサ郡 - 南東
- チルトン郡 - 南
- ビブ郡 - 南西
- ジェファーソン郡 - 北西

## 人口動態
以下は2000年国勢調査による人口統計データである。
| 基礎データ - 人口: 143,293人 - 世帯数: 54,631 世帯 - 家族数: 40,590 家族 - 人口密度: 70人/km2（180人/mi2） - 住居数: 59,302軒 - 住居密度: 29軒/km2（75軒/mi2） 人種別人口構成 - 白人: 89.80% - アフリカン・アメリカン: 7.40% - ネイティブ・アメリカン: 0.33% - アジア人: 1.03% - 太平洋諸島系: 0.02% - その他の人種: 0.71% - 混血: 0.72% - ヒスパニック・ラテン系: 2.03% 先祖による構成 - イギリス系：16.3% - アイルランド系：13.3% - アメリカ人：11.5% - ドイツ系：11.0% - イタリア系：4.2% - スコットランド・アイルランド系：4.2% - スコットランド系：3.0% | 年齢別人口構成 - 18歳未満: 26.3% - 18-24歳: 8.2% - 25-44歳: 33.7% - 45-64歳: 23.4% - 65歳以上: 8.5% - 年齢の中央値: 35歳 - 性比（女性100人あたり男性の人口） - 総人口: 96.2 - 18歳以上: 92.6 世帯と家族（対世帯数） - 18歳未満の子供がいる: 36.7% - 結婚・同居している夫婦: 63.6% - 未婚・離婚・死別女性が世帯主: 8.1% - 非家族世帯: 25.7% - 単身世帯: 21.7% - 65歳以上の老人1人暮らし: 5.2% - 平均構成人数 - 世帯: 2.59人 - 家族: 3.04人 収入と家計 - 収入の中央値 - 世帯: 55,440米ドル - 家族: 64,105米ドル - 性別 - 男性: 45,798米ドル - 女性: 31,242米ドル - 人口1人あたり収入: 27,176米ドル - 貧困線以下 - 対人口: 6.3% - 対家族数: 4.6% - 18歳未満: 7.1% - 65歳以上: 8.2% |

## 政治
1980年代初期まで、シェルビー郡で選出される役員や議員はすべて民主党員だった。1984年から1992年にかけて、民主党から共和党への移行が急速に進んだ。共和党がシェルビー郡で選出される全ての役職を独占したのは2010年の選挙からだった 。シェルビー郡共和党執行委員会の指揮下にあるシェルビー郡共和党はアラバマ州共和党の傘下にある。

## 都市と町

### 都市
| - アラバスター - バーミングハム（大半はジェファーソン郡） - カレラカレラ（一部はチルトン郡） - チェルシーチェルシー - チャイルダーズバーグ（一部はタラデガ郡） - コロンビアナ - 郡庁所在地 - ヘレナ（一部はジェファーソン郡） | - フーバー（一部はジェファーソン郡） - リーズ（一部はジェファーソン郡とセントクレア郡） - モンテバロ - ペラム - ベスタビアヒルズ（一部はジェファーソン郡） - ビンセント（一部はセントクレア郡とタラデガ郡） |

### 町
- ハーパーズビル
- インディアンスプリングスビレッジ
- ウェストーバー
- ウィルソンビル
- ウィルトン

### 国勢調査指定地域
| - ブラントリービル - ブルックハイランド - ダナバント（チェルシー北東の村） | - メドウブルック - シェルビー（カレラ東の村） | - スターレット（ビンセント北西の村） - バンダイバー（チェルシー北東の村） |

### 未編入の町
- インバネス
- サギノー
- シルリア（元は都市、現在はアラバスター市の地域）

## 教育
シェルビー郡教育学区が公立学校を運営している。

## 見どころ
- 郡内にはオーク山州立公園、カハバ川野生生物管理区域、アメリカ村[6]がある。
- コロニアル・プロムナード・アラバスター